# Pau Ribes i Culla
Pau Ribes i Culla (Canyamars, Dosrius, 1 de setembre de 1995) és un nedador sincronitzat català. Ha guanyat quatre medalles de bronze al Campionat d'Europa de natació de 2016 i 2018.

## Trajectòria
Pau Ribes va representar per primera vegada a Espanya amb tan sols 19 anys al Campionat del Món de natació de 2015, disputat a Kazan, en el qual va competir a la prova de rutina lliure mixta, formant duet amb Gemma Mengual. Van obtenir la cinquena posició a la final després d'aconseguir uns meritoris 86.800 punts.
Després dels bons resultats de Kazan, al Campionat d'Europa de natació de 2016 de Londres va realitzar dues proves al costat de Berta Ferreras, la rutina tècnica mixta i la lliure mixta. A la primera van guanyar la medalla de bronze després d'aconseguir 82.0645, a poc més de 4 punts de la medalla de plata, que va aconseguir un duet italià. A la prova lliure van signar una altra medalla de bronze amb una puntuació de 86.2667 punts, quedant-se aquesta vegada a menys d'1 punt de la plata, aconseguida de nou per un duet italià.
Al Campionat del Món de natació de 2017 de Budapest va competir de nou amb Berta Ferreras, aconseguint la cinquena posició en el duet de rutina tècnica mixta amb 84.3336 punts a la final i, de nou, la cinquena posició a la prova de rutina lliure mixta amb 85.7333 punts.
Al Campionat d'Europa de natació de 2018, disputat a Glasgow, va revalidar la medalla de bronze a la prova de rutina tècnica mixta, formant duet amb Berta Ferreras, després d'aconseguir 82.3217 punts. A la prova de rutina lliure mixta també va aconseguir revalidar la medalla de bronze.
Al Campionat del Món de natació de 2019 de Gwangju, competint al costa d'Emma García a les modalitats de rutina lliure mixta i rutina tècnica mixta, no va aconseguir medalla. A la prova tècnica mixta van quedar en sisè lloc amb 83.7049 punts, a 5 punts de la medalla de bronze.